# Ли Цзинлян
Ли Цзинлян (кит. упр. 李景亮; род. 20 марта 1988, Чугучак) — китайский боец смешанного стиля, представитель полусредней весовой категории. Выступает на профессиональном уровне начиная с 2007 года, известен по участию в турнирах таких бойцовских организаций как UFC, Art of War, Legend FC, владел титулом чемпиона Legend FC в полусреднем весе.

## Биография
Ли Цзинлян родился 20 марта 1988 года в округе Чугучак Синьцзян-Уйгурского автономного района. С юных лет увлекался единоборствами, серьёзно занимался борьбой и ушу-саньда, после чего переехал на постоянное жительство в Пекин, где проходил подготовку под руководством известного китайского бойца Чжана Тецюаня в бойцовской команде China Top Team. Также освоил бразильское джиу-джитсу, получив в этой дисциплине коричневый пояс.

### Начало профессиональной карьеры
Дебютировал в смешанных единоборствах на профессиональном уровне в сентябре 2007 года, выиграв у своего соперника досрочно во втором раунде. Первое время дрался в местных пекинских промошенах Art of War Fighting Championship и UMAC, где неизменно был победителем. Позже в период 2010—2013 годов активно выступал в Гонконге в организации Legend Fighting Championship — выиграл здесь пять поединков из семи, в том числе завоевал титул чемпиона в полусредней весовой категории.

### Ultimate Fighting Championship
Имея в послужном списке восемь побед и только два поражения, в 2014 году Ли привлёк к себе внимание крупнейшей бойцовской организации мира Ultimate Fighting Championship и подписал с ней долгосрочное соглашение. Дебютировал здесь с победы раздельным решением судей над американцем Дэвидом Мишо. В следующем бою он, однако, довольно спорным раздельным решением уступил представителю Франции Нордину Талебу.
В 2015 году провёл в UFC два поединка, в первом нокаутировал бразильца Диегу Лиму, во втором потерпел поражение технической сдачей от японца Кэйты Накамуры (изначально должен был драться с другим японцем, Киити Кунимото, но тот травмировался и был заменён Накамурой). Позже взял верх над такими бойцами как Антон Зафир, Бобби Нэш, Фрэнк Камачо — в последнем случае получил бонус за лучший бой вечера. Помимо этого планировались бои с Чедом Лепризом и Янси Медейросом, но они не состоялись из-за отказа соперников.

## Статистика в профессиональном ММА
| Боёв 28  | Побед 19 | Поражений 9 |
| -------- | -------- | ----------- |
| Нокаутом | 10       | 1           |
| Сдачей   | 4        | 2           |
| Решением | 5        | 6           |

| Результат | Рекорд | Соперник                  | Способ                             | Турнир                                                    | Дата             | Раунд | Время | Место                  | Примечание                                          |
| --------- | ------ | ------------------------- | ---------------------------------- | --------------------------------------------------------- | ---------------- | ----- | ----- | ---------------------- | --------------------------------------------------- |
| Поражение | 19-9   | Карлос Пратес             | KO (удар)                          | UFC 305                                                   | 17 августа 2024  | 2     | 4:02  | Перт, Австралия        |                                                     |
| Поражение | 19-8   | Даниэль Родригес          | Раздельное решение                 | UFC 279                                                   | 11 сентября 2022 | 3     | 5:00  | Лас-Вегас, Невада, США | Промежуточный вес                                   |
| Победа    | 19-7   | Муслим Салихов            | TKO (удары)                        | UFC Fight Night: Ортега vs. Родригес                      | 16 июля 2022     | 2     | 4:38  | Элмонт, Нью-Йорк, США  | «Выступление вечера» (5)                            |
| Поражение | 18-7   | Хамзат Чимаев             | Сдача (удушение сзади)             | UFC 267                                                   | 30 октября 2021  | 1     | 3:16  | Абу-Даби, ОАЭ          |                                                     |
| Победа    | 18-6   | Сантьяго Понциниббио      | KO (удар рукой)                    | UFC on ABC: Holloway vs. Kattar                           | 16 января 2021   | 1     | 4:25  | Абу-Даби, ОАЭ          | «Выступление вечера» (4)                            |
| Поражение | 17-6   | Нил Магни                 | Единогласное решение               | UFC 248                                                   | 7 марта 2020     | 3     | 5:00  | Лас-Вегас, США         |                                                     |
| Победа    | 17-5   | Элизеу Залески дус Сантус | TKO (удары руками)                 | UFC Fight Night: Andrade vs. Zhang                        | 31 августа 2019  | 3     | 4:51  | Шэньчжэнь, Китай       | «Выступление вечера» (3)                            |
| Победа    | 16-5   | Давид Завада              | TKO (удары)                        | UFC Fight Night: Blaydes vs. Ngannou 2                    | 24 ноября 2018   | 3     | 4:07  | Пекин, Китай           | «Выступление вечера» (2)                            |
| Победа    | 15-5   | Даити Абэ                 | Единогласное решение               | UFC Fight Night: Cowboy vs. Edwards                       | 23 июня 2018     | 3     | 5:00  | Каланг, Сингапур       |                                                     |
| Поражение | 14-5   | Джейк Мэттьюс             | Единогласное решение               | UFC 221                                                   | 11 февраля 2018  | 3     | 5:00  | Перт, Австралия        | «Лучший бой вечера» (2)                             |
| Победа    | 14-4   | Зак Оттоу                 | TKO (удары руками)                 | UFC Fight Night: Bisping vs. Gastelum                     | 25 ноября 2017   | 1     | 2:57  | Шанхай, Китай          | «Выступление вечера» (1)                            |
| Победа    | 13-4   | Фрэнк Камачо              | Единогласное решение               | UFC Fight Night: Holm vs. Correia                         | 17 июня 2017     | 3     | 5:00  | Каланг, Сингапур       | «Лучший бой вечера» (1)                             |
| Победа    | 12-4   | Бобби Нэш                 | KO (удары руками)                  | UFC on Fox: Shevchenko vs. Peña                           | 28 января 2017   | 2     | 4:45  | Денвер, США            |                                                     |
| Победа    | 11-4   | Антон Зафир               | KO (удары руками)                  | The Ultimate Fighter: Team Joanna vs. Team Cláudia Finale | 8 июля 2016      | 1     | 2:46  | Лас-Вегас, США         |                                                     |
| Поражение | 10-4   | Кэйта Накамура            | Техническая сдача (удушение сзади) | UFC Fight Night: Barnett vs. Nelson                       | 27 сентября 2015 | 3     | 2:17  | Сайтама, Япония        |                                                     |
| Победа    | 10-3   | Диегу Лима                | KO (удары руками)                  | UFC Fight Night: Edgar vs. Faber                          | 16 мая 2015      | 1     | 1:25  | Пасай, Филиппины       |                                                     |
| Поражение | 9-3    | Нордин Талеб              | Раздельное решение                 | UFC Fight Night: MacDonald vs. Saffiedine                 | 4 октября 2014   | 3     | 5:00  | Галифакс, Канада       |                                                     |
| Победа    | 9-2    | Дэвид Мишо                | Раздельное решение                 | UFC 173                                                   | 24 мая 2014      | 3     | 5:00  | Лас-Вегас, США         |                                                     |
| Победа    | 8-2    | Люк Жюмо                  | Сдача (гильотина)                  | Legend Fighting Championship 11                           | 27 апреля 2013   | 3     | 3:38  | Гонконг, Китай         | Выиграл титул чемпиона Legend FC в полусреднем весе |
| Победа    | 7-2    | Дэн Полинг                | Единогласное решение               | Legend Fighting Championship 9                            | 16 июня 2012     | 3     | 5:00  | Гонконг, Китай         |                                                     |
| Поражение | 6-2    | Мён Хо Бэ                 | Единогласное решение               | Legend Fighting Championship 7                            | 11 февраля 2012  | 3     | 5:00  | Гонконг, Китай         |                                                     |
| Победа    | 6-1    | Алекс Ню                  | Единогласное решение               | Legend Fighting Championship 5                            | 16 июля 2011     | 3     | 5:00  | Гонконг, Китай         |                                                     |
| Победа    | 5-1    | Тони Россини              | Техническая сдача (гильотина)      | Legend Fighting Championship 4                            | 27 января 2011   | 2     | 1:11  | Гонконг, Китай         |                                                     |
| Победа    | 4-1    | Андрей Лю                 | TKO (удары руками)                 | Legend Fighting Championship 3                            | 24 сентября 2010 | 1     | 3:43  | Гонконг, Китай         |                                                     |
| Поражение | 3-1    | Пэт Кроули                | Единогласное решение               | Legend Fighting Championship 2                            | 24 июня 2010     | 3     | 5:00  | Гонконг, Китай         |                                                     |
| Победа    | 3-0    | Юн Тао Гон                | Сдача (гильотина)                  | AOW 15: Ueyama vs. Aohailin                               | 28 ноября 2009   | 1     | 5:29  | Пекин, Китай           |                                                     |
| Победа    | 2-0    | Лю Цзиньвэнь              | Сдача (гильотина)                  | Ultimate Martial Arts Combat                              | 18 апреля 2009   | 1     | 3:05  | Пекин, Китай           |                                                     |
| Победа    | 1-0    | Махач Гаджиев             | TKO (удары руками)                 | AOW 8: Worlds Collide                                     | 22 сентября 2007 | 2     | 1:02  | Пекин, Китай           |                                                     |